# Lindre-Haute
Lindre-Haute è un comune francese di 64 abitanti situato nel dipartimento della Mosella nella regione del Grand Est.

## Società

### Evoluzione demografica
Abitanti censiti